# Municipio de Lake (condado de Roscommon)
El municipio de Lake (en inglés: Lake Township) es un municipio ubicado en el condado de Roscommon en el estado estadounidense de Míchigan. En el año 2010 tenía una población de 1215 habitantes y una densidad poblacional de 13,25 personas por km².

## Geografía
El municipio de Lake se encuentra ubicado en las coordenadas 44°22′38″N 84°47′58″O / 44.37722, -84.79944. Según la Oficina del Censo de los Estados Unidos, el municipio tiene una superficie total de 91.72 km², de la cual 59,74 km² corresponden a tierra firme y (34,88 %) 31,99 km² es agua.

## Demografía
Según el censo de 2010, había 1215 personas residiendo en el municipio de Lake. La densidad de población era de 13,25 hab./km². De los 1215 habitantes, el municipio de Lake estaba compuesto por el 95,72 % blancos, el 1,07 % eran afroamericanos, el 1,32 % eran amerindios, el 0,16 % eran asiáticos, el 0,16 % eran de otras razas y el 1,56 % eran de una mezcla de razas. Del total de la población el 0,91 % eran hispanos o latinos de cualquier raza.